# Chlenias
Chlenias är ett släkte av fjärilar. Chlenias ingår i familjen mätare.

## Dottertaxa tillChlenias, i alfabetisk ordning[1]
- Chlenias apalama
- Chlenias auctaria
- Chlenias australasia
- Chlenias banksiaria
- Chlenias basichorda
- Chlenias chytrinopa
- Chlenias cyclosticha
- Chlenias dolichoptila
- Chlenias gonosema
- Chlenias hemichroma
- Chlenias indecisata
- Chlenias inkata
- Chlenias leptoneura
- Chlenias macrochorda
- Chlenias melanostrepta
- Chlenias melanoxysta
- Chlenias mesosticha
- Chlenias nodosus
- Chlenias ochrocrana
- Chlenias ombrophora
- Chlenias pachymela
- Chlenias phaeocala
- Chlenias pini
- Chlenias psolina
- Chlenias seminigra
- Chlenias serina
- Chlenias stenosticha
- Chlenias trigramma
- Chlenias umbraticaria
- Chlenias zonaea